# Hugo Caicedo
Hugo Caicedo Andino (18 de abril de 1940, Quito, Ecuador - 5 de enero de 2012, Quito, Ecuador) fue un arquitecto, emprendedor y político ecuatoriano, cofundador y miembro de la Izquierda Democrática y figura influyente de la política ecuatoriana de finales del siglo XX.
Fue diputado del Congreso Nacional, además de haber sido presidente de la Comisión Legislativa Permanente de lo Económico, Agrario, Industrial y Comercial y miembro del plenario de comisiones.

## Juventud e inicios políticos
Hugo Caicedo, nació en Quito, el 18 de abril de 1940. Vivió en Quito, donde asistió al Colegio San Gabriel y Colegio Pichincha. Realizó sus estudios superiores en la Universidad de Miami, obteniendo el título de Arquitecto en 1965, título que revalidó en la Universidad de Guayaquil.

Hijo de Federico Caicedo Lopera y Flerida Andino, casado con Aura Leonor Paladines Malo con quien tuvo tres hijos.
Fue elegido Diputado por Pichincha en 1979 hasta 1984, en donde organizó una consulta nacional de hidrocarburos previo a reformar la Ley de Hidrocarburos, mentaliza varios fondos de fomento para los sistemas de agua potable, electrificación, vialidad, obras públicas, etc.

En 1970, cofunda a la Izquierda Democrática como partido político, junto con Rodrigo Borja Cevallos.
En las elecciones legislativas del año 1979 obtuvo un escaño como diputado de la provincia de Pichincha por la Izquierda Democrática. Durante este periodo hasta 1984 ocupó varios cargos notorios, como presidente de la Comisión Legislativa de lo económico, impulsa la Ley de minería, de pesca, de integración y desarrollo de barrios populares y zonas ecológicas de la ciudad como el cinturón verde de Quito.

Representante del Ecuador en la Asamblea de Naciones Unidas tratando el tema Utilización de la Órbita Geoestacionaria.

En las elecciones presidenciales de 1988, Hugo Caicedo Andino fue candidato a la Vicepresidencia de la República como binomio de Abdalá Bucaram, pasando a la segunda vuelta.

En 1994 funda el partido Unión Popular Latinoamericana (UPL).

En 1996 fue nombrado Embajador del Ecuador, durante el gobierno de Abdala Bucaram.

## Como escritor
Destacaron entre sus publicaciones su primera novela Gerardo, escritos de ficción como Pangea, Babelon, El Imperio, El Tercer Quipo, La Trilogía, El Séptimo Viaje de Cristóbal Colón, La Ventana, Mama Pacha, Un hombre de todas las guerras.

Dejó algunas obras literarias iniciadas como son: Memorias de un Ciudadano del Siglo XXI, Memorias de un Caballero de Airosa Figura, Relato de un Esclavo Cristiano y Yahuarcocha.
Durante su carrera política escribió varios textos entre los que destacan: Informe a las Bases, Hacia los Grandes Objetivos Nacionales, Un Chance para Todos y en Defensa de los Recursos Petroleros.

Como profesional de la construcción escribió en la columna de editoriales del Diario El Comercio más de 100 artículos sobre Demografía, Urbanismo, Economía y Planificación de la ciudad de Quito.

## Actividad empresarial
Durante su vida promovió y constituyó varias empresas de construcciones y de administración 
de hoteles y establecimientos de hospedaje como el Hotel Crowne Plaza, ubicado en la zona financiera de la capital ecuatoriana, el mismo que más tarde se afilia a la cadena Best Western, que en la actualidad pertenece a la categoría Premier.

## Fallecimiento
Hugo Caicedo Andino falleció el 5 de enero de 2012 en el Hospital Metropolitano de la ciudad de Quito, a causa de complicaciones de salud.